# Dina Galli
Clotilde Anna Maria Galli, detta Dina (Milano, 6 dicembre 1877 – Roma, 4 marzo 1951), è stata un'attrice italiana di teatro e cinema attiva fra gli anni dieci e gli anni quaranta.

## Biografia
Figlia di Giuseppe Galli, impresario teatrale, e di Armellina Nesti, Dina conosce subito la vita del teatro seguendo la madre, una caratterista che recita in compagnie minori dove anche alla bambina vengono affidati piccoli ruoli. Ma nel 1890 la scrittura di Edoardo Ferravilla, il grande attore dialettale milanese, cambia le sorti della giovanissima attrice: sostenuta e incoraggiata, passa infatti dalle iniziali comparsate a ruoli sempre più importanti, che già ne rivelano l'istintiva e trascinante vena comica.
Dotata di un fisico minuto e asciutto e di un viso particolare, con grandi occhi celesti un po' sporgenti, "la Dina" (come familiarmente verrà chiamata dai colleghi e dal pubblico) conquista subito il favore degli spettatori e dei critici.
La notorietà ottenuta con il repertorio dialettale le procura, nel 1900, l'ingresso come attrice giovane nella compagnia Talli-Gramatica-Calabresi, che annovera fra gli attori anche Ruggero Ruggeri agli esordi.
La recitazione della Galli, umorale e popolaresca, sembra urtare in un primo momento con lo stile controllato ed elegante voluto da Virgilio Talli; ma presto giunge all'attrice milanese l'occasione per mettersi in luce: Irma Gramatica rifiuta di interpretare “La dame de chez Maxim”, di Georges Feydeau, ritenendo poco decoroso il suo ruolo che viene così assegnato alla Galli.
Il successo della brillante e maliziosa pochade segna definitivamente l'affermazione dell'attrice: le commedie di Feydeau, Veber, Hennequin e degli autori del vaudeville avranno in Dina Galli l'interprete ideale di tante protagoniste, rese frivole e piccanti da una recitazione spontanea ironica e priva di volgarità che riesce ad accattivarsi le simpatie di tutti.
Dopo aver formato una compagnia, nel 1907, con Giuseppe Sichel e Amerigo Guasti, passa di successo in successo accanto ad altri celebri attori (Stanislao Ciarli, Ignazio Bracci, Antonio Gandusio, Paola Pezzaglia, Antonio Greco, Nino Besozzi, Enrico Viarisio), specializzandosi nel repertorio leggero e venato di sentimento che le è congeniale. Nel periodo della prima guerra mondiale porta al trionfo due opere di Dario Niccodemi: "La maestrina", dove interpreta con delicato patetismo il dramma di una giovane madre, e "Scampolo", che la vede nel personaggio di una misera ragazzina di strada dalla poetica freschezza.
Erede della tradizione dell'arte, anima le commedie sentimentali e brillanti di Arnaldo Fraccaroli, Giovacchino Forzano, Giovanni Cenzato e Giuseppe Adami, la cui "Felicita Colombo" (1935) segna il ritorno dell'attrice al vernacolo milanese e alla caratterizzazione.
Dopo un periodo dedicato all'attività cinematografica — dove si cimenta per lo più negli stessi ruoli portati al successo in teatro — la Galli torna a calcare le scene nel secondo dopoguerra, apparendo in riviste (“Col cappello sulle ventitré”, nel 1945, e “Quo vadis?” nel 1950) e commedie in cui dà vita a personaggi di delicata comicità, come in "Arsenico e vecchi merletti" di George Kaufman e Moss Hart accanto a Rina Morelli.
È ricordata inoltre per aver recitato con attori di vaglia, fra cui Nino Besozzi e Lucio Ridenti. Nella sua compagnia teatrale, che aveva fondato con Amerigo Guasti suo compagno in vita, lavora insieme a Nunzio Filogamo, Marcella Rovena, Antonio Gandusio ed Evi Maltagliati.
Come attrice cinematografica interpreta diversi film, il più conosciuto dei quali è Felicita Colombo, del 1937, tratto da un soggetto di Giuseppe Adami, dove è diretta da Mario Mattoli. A questo film fa seguito l'anno successivo Nonna Felicita, sempre con la regia di Mattoli e sempre su soggetto di Adami. Con lo stesso regista recita poi nel 1942, in piena seconda guerra mondiale, in Stasera niente di nuovo.
La sua ultima interpretazione avviene ne I cadetti di Guascogna, film del 1950 nel quale non è però accreditata al pari di un giovane Arnoldo Foà.
Compare anche nel documentario C'era una volta Angelo Musco, scritto e diretto da Giorgio Walter Chili, distribuito nel 1953.
Dina Galli muore in un albergo romano, dove alloggiava da circa un anno, il 4 marzo 1951: la sua scomparsa coincide in parte con la fine di un teatro leggero e disimpegnato, fondato sui meccanismi della 'pièce bien-faite', di cui la «stralunata comicità» dell'attrice (tale la definizione del critico Simoni) è stata una delle espressioni più alte.
Sulla sua tomba, nel Cimitero Monumentale di Milano, è posta una statua a lei dedicata, dello scultore Angelo Biancini, raffigurante una donna con una mano sul volto e nell'altra una maschera.
Dall'unione di Dina Galli con Arturo Schweiger era nata a Milano, il 30 maggio 1903, la figlia Rosanna che sposerà il 30 giugno 1924 Adalberto Gulienetti: la conduttrice televisiva Barbara Gulienetti è loro nipote.

## Curiosità
Dina Galli è la prima attrice a volare su un aeroplano in Italia, nel luglio 1910, preceduta solo dall'attrice Lyda Borelli, in America. A parlare del suo volo su un biplano è un articolo scritto sulla Gazzetta di Venezia e riportato sul Giornale delle donne del 19 luglio 1910, nel quale viene riportata un’intervista a lei fatta sulle sue sensazioni del volo, al quale ella risponde: "fino a che si resta in terra si pensa al volo come a una cosa piena di sensazioni incredibili. Densa di impressioni da riferire quando si è ritornato giù. Quando si è tornati giù non si ha nessuna impressione da riferire, e si ha invece, una voglia matta di tornare in alto." L'attrice vola a Padova portata in volo dal tenente Savoia.
Il 21 marzo 1921 la Galli e Amerigo Guasti sono fra i sopravvissuti della Strage del Diana a Milano, attentato dinamitardo anarchico che uccise 21 spettatori durante una rappresentazione de La Mazurka bleu di Franz Lehár. I due attori erano fra il pubblico che assisteva all'operetta.
Nel 1977, in occasione del centenario della nascita, le Poste Italiane le dedicano un francobollo da 170 lire, disegnato da Emidio Vangelli.

## Riconoscimenti
- Premio Maschera d'argento (1950)

## Filmografia
- Veli di giovinezza (1914)
- La monella (1914)

Dina Galli con Armando Falconi in Felicita Colombo (1937)

- L'ammiraglia, regia di Nino Oxilia (1914)
- Le nozze di Vittoria, regia di Ugo Falena (1917)
- Ninì Falpalà, regia di Amleto Palermi (1933)
- Felicita Colombo, regia di Mario Mattoli (1937)
- Nonna Felicita, regia di Mario Mattoli (1938)
- Frenesia, regia di Mario Bonnard (1939)
- Il sogno di tutti, regia di Oreste Biancoli, László Kish (1940)
- La zia smemorata, regia di Ladislao Vajda (1940)
- Stasera niente di nuovo, regia di Mario Mattoli (1942)
- Il birichino di papà, regia di Raffaello Matarazzo (1943)
- Tre ragazze cercano marito, regia di Duilio Coletti (1944)
- Lo sbaglio di essere vivo, regia di Carlo Ludovico Bragaglia (1945)
- Vanità, regia di Giorgio Pàstina (1947)
- Sambo, regia di Paolo William Tamburella (1950)

## Prosa radiofonica Rai
- Olimpia o gli occhi azzurri dell'imperatore, commedia di Ferenc Molnár, regia di Enzo Ferrieri, trasmessa il 27 giugno 1947
- La colonnella, tre atti di Piero Mazzolotti, con Dina Galli, Gemma Griarotti, Giovanni Cimara, Giorgio Piamonti, Gianna Pacetti, Anna Maestri, regia di Alberto Casella, trasmessa il 27 aprile 1950 nella rete rossa.